# Lemaneaceae
Lemaneaceae, porodica crvenih algi u redu Batrachospermales. Postoji oko šezdesetak vrsta u pet priznatih rodova.

## Rodovi
1. Apona Adanson, 0
2. Chantransia A.P.de Candolle, 31
3. Lemanea Bory, 18
4. Paralemanea (P.C.Silva) Vis & Sheath, 11
5. Polysperma Vaucher, 1
6. Sacheria Sirodot, 0